# اروه اشناید
اِروه اشناید (فرانسوی: Hervé Schneid‎؛ زادهٔ ۱۲ مه ۱۹۵۶) تدوین‌گر اهل فرانسه است.

## فیلم‌شناسی
- بازگشت به مونتاوک ۲۰۱۷
- لحظه‌ای جنون (۲۰۱۵)
- تی.اس اسپیوت جوان و شگرف (۲۰۱۳)
- کلاف سردرگم (۲۰۰۹)
- یکشنبه طولانی نامزدی (۲۰۰۴)
- سرنوشت شگفت‌انگیز املی پولن (۲۰۰۱)
- بیگانه: رستاخیز (۱۹۹۷)
- شهر کودکان گمشده (۱۹۹۵)
- اورلاندو (۱۹۹۲)
- اغذیه‌فروشی (۱۹۹۱)
- اروپا (۱۹۹۱)